# Spermophora tonkoui
Spermophora tonkoui är en spindelart som beskrevs av Huber 2003. Spermophora tonkoui ingår i släktet Spermophora och familjen dallerspindlar.
Artens utbredningsområde är Elfenbenskusten. Inga underarter finns listade i Catalogue of Life.